# Cinderella Man
 Cinderella Man és una pel·lícula estatunidenca, dirigida per Ron Howard, estrenada el 2005. Descriu la història de James J. Braddock, campió mundial de pesos pesants de boxa professional de 1935 a 1937.

## Argument
Havia estat un prometedor boxejador, però Jim Braddock s'ha vist obligat a abandonar la competició després d'una sèrie de derrotes. Mentre que Amèrica s'enfonsa en la Gran Depressió, Jim accepta qualsevol petita feina per viure amb la seva dona Mae i els seus fills. No abandona, tanmateix, l'esperança de tornar a pujar un dia sobre el ring.
Gràcies a una anul·lació d'última hora, Jim és cridat a combatre el segon aspirant mundial, i davant l'estupefacció general, guanya al tercer assalt. Malgrat el seu pes inferior al dels seus adversaris i de les ferides repetides a les mans, acumula victòries. Portant les esperances i els somnis dels més desproveïts, el que s'anomena d'aleshores endavant "Cinderella Man" es prepara a enfrontar-se a Max Baer, el temible campió del món que ja ha mort dos homes en combat...

## Repartiment
- Russell Crowe: James J. Braddock
- Renée Zellweger: Mae Braddock
- Paul Giamatti: Joe Gould
- Craig Bierko: Max Baer
- Rosemarie DeWitt: Sarah Wilson
- Paddy Considine: Mike Wilson
- Bruce McGill: Jimmy Johnson
- David Huband: Ford Bond
- Connor Price: Jay Braddock
- Ariel Waller: Rosemarie "Rosy" Braddock
- Patrick Louis: Howard Braddock
- Linda Kash: Sra. Lucille Gould
- Nicholas Campbell: Sporty Lewis
- Ron Canadà: Joe Jeanette
- Gene Pyrz: Jake
- Chuck Shamata: Pare Roddick

## Al voltant de la pel·lícula
La descripció de Max Baer feta a la pel·lícula no està d'acord en absolut amb el personatge real. A la pel·lícula, Baer apareix com una persona ruda, brutal i malcriat fora del ring. Tanmateix, Jeremy Schaap, l'autor del llibre en què s'ha inspirat la pel·lícula, ha declarat que Baer era algú molt respectable i respectat fora del ring. Baer ha estat fins i tot profundament marcat psicològicament durant anys per la mort del seu adversari al ring, Frankie Campbell. El seu sentiment de culpabilitat va fer ajudar financerament durant diversos anys la vídua de Campbell, per tal que seus fills no els faltés res.
L'actriu Rosemarie DeWitt que actua com a veïna de Jimmy Braddock a la pel·lícula és la neta de James J. Braddock.

## Premis i nominacions

### Premis
- 2006. Millor actor estranger als Premis Sant Jordi per Paul Giamatti

### Nominacions
- 2006. Oscar al millor actor secundari per Paul Giamatti
- 2006. Oscar al millor muntatge per Daniel P. Hanley i Mike Hill
- 2006. Oscar al millor maquillatge per David LeRoy Anderson i Lance Anderson
- 2006. Globus d'Or al millor actor dramàtic per Russell Crowe
- 2006. Globus d'Or al millor actor secundari per Paul Giamatti
- 2006. BAFTA al millor guió original per Cliff Hollingsworth i Akiva Goldsman